# Pseudasellodes platygymna
Pseudasellodes platygymna är en fjärilsart som beskrevs av Louis Beethoven Prout 1932. Pseudasellodes platygymna ingår i släktet Pseudasellodes och familjen mätare. Inga underarter finns listade i Catalogue of Life.